# المرأة في المكسيك

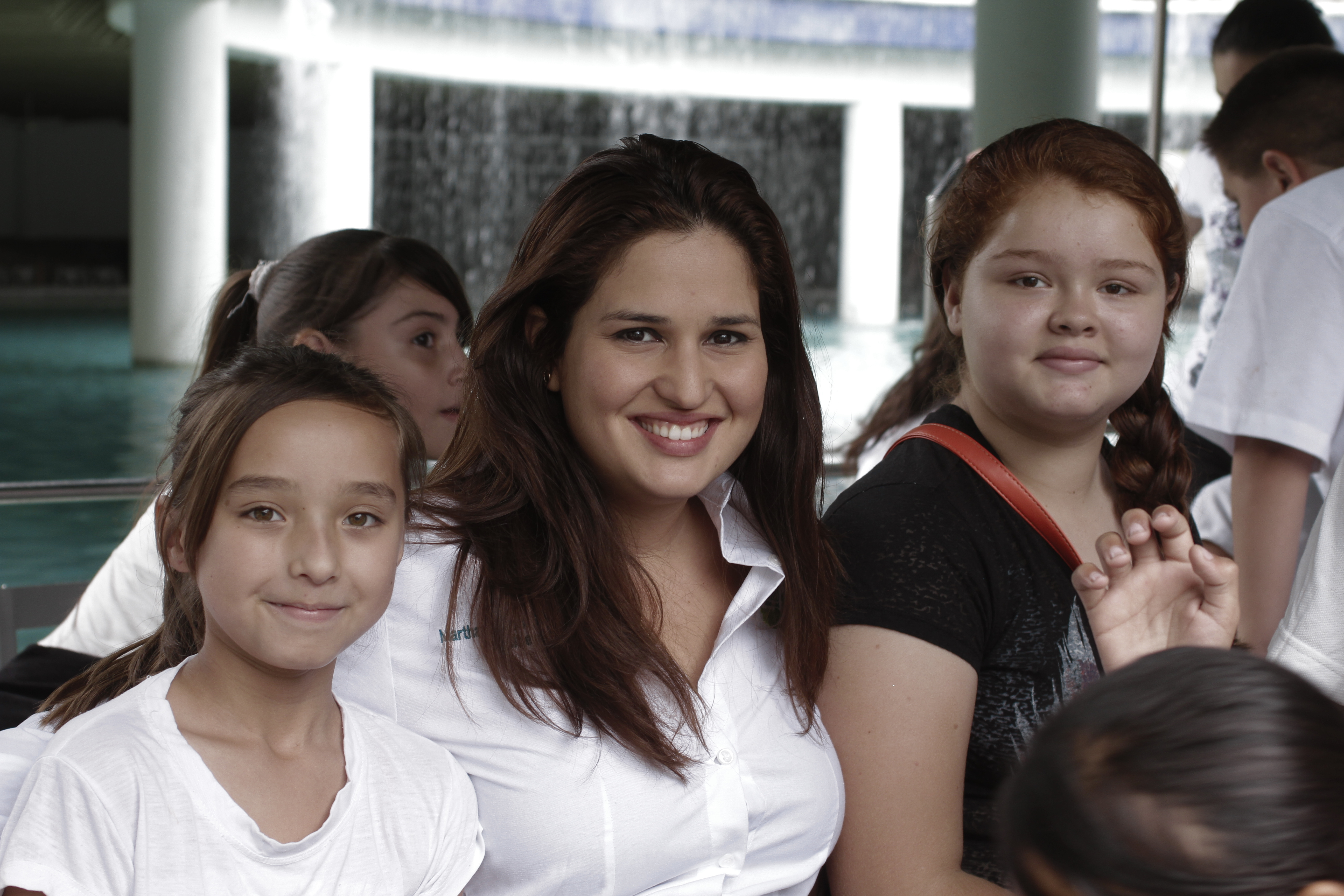
رئيس الجمعية المدنية "Sueños conSentido"

تغير وضع المرأة في المكسيك بشكل ملحوظ بمرور الوقت. إذ كانت المكسيك حتى القرن العشرين بلدًا ريفيًا بمعظمها، مع حصر دور المرأة الريفية في سياق الأسرة والمجتمع المحلي. وفرت المدن مع بدء التحضر في القرن السادس عشر، بعد الغزو الإسباني لإمبراطورية الأزتك، فرصًا اقتصادية واجتماعية لم تتوفر في القرى الريفية. شكلت الكاثوليكية الرومانية في المكسيك المواقف المجتمعية حول الدور الاجتماعي للمرأة، مؤكدة على دور المرأة كمربية للأسرة، محتذية بمريم العذراء كنموذج. كانت المريمية مفهومًا مثاليًا، إذ خضع دور المرأة داخل الأسرة لسلطة الرجل. خطت المرأة المكسيكية في القرن العشرين خطوات كبيرة نحو تحقيق وضع قانوني واجتماعي أكثر مساواة. مُنحت المرأة في المكسيك حق التصويت في الانتخابات الوطنية في عام 1953.
عملت النساء الحضريات في المكسيك في المصانع، وأولها مصانع التبغ التي أقيمت في المدن المكسيكية الكبرى كجزء من احتكار التبغ المربح. أدارت النساء مجموعة متنوعة من المشاريع في الحقبة الاستعمارية، مع استمرار أرامل رجال الأعمال النخبة في إدارة أعمال العائلة.
عملت نساء الطبقات العادية في عصر ما قبل كولومبوس وفترات الاستعمار كبائعات متواضعات في الأسواق. سمحت المكسيك بالاستثمار الأجنبي في المؤسسات الصناعية في أواخر القرن التاسع عشر، وبذلك ازدادت فرص النساء في العمل خارج المنزل. يمكننا الآن رؤية النساء يعملن في المصانع وعربات الطعام المحمولة ويدرن أعمالهن الخاصة. «شكلت النساء في عام 1910 حوالي 14% من القوة العاملة، وبلغت النسبة 38% بحلول عام 2008».
تواجه المرأة المكسيكية التمييز وفي بعض الأحيان المضايقات من الرجال الذين يمارسون الهيمنة الذكورية ضدهن. تواجه المرأة المكسيكية أيضًا التوقعات التقليدية بحصر دورها كربة أسرة، رغم أنها تحقق تقدمًا كبيرًا. أشارت الباحثة مارغريتا فالديس إلى أن أوجه عدم المساواة بين الجنسين التي تكرسها الهياكل الاجتماعية والتوقعات الثقافية المكسيكية تحد من قدرات المرأة المكسيكية، أكثر من أوجه عدم المساواة القليلة التي يمكن ملاحظتها في القانون أو السياسة المكسيكية.
احتلت المكسيك بحلول عام 2014 المرتبة السادسة عشرة من بين الدول ذات أعلى معدل جرائم قتل إناث في العالم.

## النساء في المهن

### السياسة
تعدّ النساء مُغيّبات بشكل عام عن مراتب السلطة السياسية العليا، رغم أن النساء يشكلن نصف سكان المكسيك. لم يحصلن على حق التصويت على المستوى الوطني حتى عام 1953. تزوج الرئيس بورفيريو دياز من كارمن روميرو روبيو، الابنة الصغيرة لوزيره مانويل روميرو روبيو، وكانت سيدة أولى مؤثرة في المكسيك خلال فترة رئاسته الطويلة (1881-1911).
أدت قلة من السيدات الأوليات ممن لحقنها بأدوار أكثر وضوحًا في السياسة. كانت زوجة الرئيس فيسينتي فوكس (2000-2006) مارتا ساهاغون عضوة نشيطة في حزب العمل الوطني وأصبحت زوجة فوكس بعد أن عملت كمتحدثة باسمه. تعرضت ساهاغون لانتقادات بسبب طموحاتها السياسية، وصرحت بأنها لن تتبع هذه الطموحات. نُظر إليها على أنها تقوض رئاسة فوكس.
شكل انتخاب النسوية والاشتراكية روزا توري في مجلس مدينة ميريدا في يوكاتان في عام 1922، علامة فارقة في الحياة السياسية في المكسيك، إذ كانت أول امرأة تُنتخب لمنصب في المكسيك. منحت الدولة المرأة حق التصويت بعد فترة وجيزة من الثورة المكسيكية. عملت روزاريو غرين كوزيرة للخارجية خلال رئاسة إرنستو زيديلو (1994-2000)، كما عملت لفترة وجيزة كأمينة عامة للحزب الثوري المؤسساتي، وكسيناتورة مكسيكية.
أصبحت أماليا غارسيا خامس امرأة تشغل منصب حاكمة ولاية مكسيكية في 12 سبتمبر 2004 (زاكاتيكاس 2004-2010). سبقتها حاكمات هن غريسيلدا ألفاريز (كوليما، 1979-1985)، وبياتريس باريديس (تلاكسكالا، 1987-1992)، ودولس ماريا سوري (يوكاتان، 1991-1994)، وروزاريو روبليس بيرلانجا (المقاطعة الفيدرالية، 1999-2000). ترأست إلبا إستر غورديلو نقابة المعلمين المكسيكية بين عامي 1989 و2013، والتي عُدت في وقت ما المرأة الأقوى في السياسة المكسيكية. كانت الأولى والوحيدة حتى الآن على رأس أكبر اتحاد في أمريكا اللاتينية. قُبض عليها في عام 2013 بتهمة الفساد، وصنفتها مجلة فوربس كواحدة من أكثر 10 مكسيكيين فسادًا لعام 2013.
كانت وزيرة التعليم في حكومة فيليب كالديرون جوزيفينا فاسكيز موتا، أول امرأة تشغل هذا المنصب والوحيدة. واصلت نشاطها لتصبح المرشحة الرئاسية لحزب العمل الوطني في عام 2018. ترشحت السيدة الأولى مارغريتا زافالا زوجة رئيس المكسيك السابق فيليب كالديرون أيضًا كمرشحة مستقلة لرئاسة المكسيك بين 12 أكتوبر 2017 و16 مايو 2018.
عيّن الرئيس أندريس مانويل لوبيز أوبرادور عددًا متساويًا من النساء والرجال في وزاراته عندما تولى منصبه في عام 2018، وكانت أولغا سانشيز كورديرو وزيرةً للداخلية، وأول امرأة تتولى هذا المنصب الرفيع. ومن النساء الأخريات في حكومته وزيرة الاقتصاد غراسييلا ماركيز كولين، ووزيرة العمل والرعاية الاجتماعية لويزا ماريا ألكالدي لوجان، وأمينة الإدارة العامة إيرما إرينديرا ساندوفال، وويزرة الثقافة أليخاندرا فراوستو غيريرو، ووزيرة الطاقة روسيو ناهلي غارسيا، ووزيرة التنمية الاجتماعية ماريا لويزا ألبوريس غونزاليس، ووزيرة البيئة والموارد الطبيعية جوزيفا غونزاليس بلانكو أورتيز مينا.
انتُخبت كلوديا شينباوم رئيسةً لبلدية مدينة مكسيكو كمرشحة عن حركة التجديد الوطنية، وكانت أول امرأة تشغل هذا المنصب، والذي شغله من قبلها كل من كواوتيموك كارديناس ولوبيز أوبرادور.

### مفكرات وصحفيات وكاتبات
شاركت إيولاليا غوزمان في الثورة المكسيكية ثم درّست في مدرسة ابتدائية ريفية وكانت أول عالمة آثار في المكسيك. أثار تعريفها لعظام بشرية على أنها عظام إمبراطور الأزتك كواوتيموك انتباه الجمهور. كانت روزاريو كاستيلانوس روائية وشاعرة نسوية بارزة في القرن العشرين ومؤلفة أعمال تُرجم عدد منها إلى الإنجليزية. كانت سفيرة المكسيك في إسرائيل وقت وفاتها في التاسعة والأربعين من عمرها.
خدمت الروائية لورا إسكيفيل المعروفة برواية (لايك ووتر فور شوكليت) في مجلس النواب المكسيكي لحركة التجديد الوطنية. تميزت الكاتبات الأخريات على الصعيدين الوطني والدولي في العصر الحديث، بمن فيهن أنيتا برينر وغوادالوبي لوايزا. كانت سور خوانا إينيس دي لا كروث من أشهر الكاتبات والمفكرات في القرن السابع عشر. «تعدّ سور خوانا اليوم أيقونة وطنية للهوية المكسيكية، وتظهر صورتها على العملة المكسيكية. برزت في مكانة مرموقة جديدة في أواخر القرن العشرين مع ظهور الحركة النسوية وكتابات النساء، إذ يُستشهد بها باعتبارها أول نسوية ناشرة في العالم الجديد».
برزت النساء المثقفات في المكسيك الحديثة، وخاصة إيلينا بوناتوفسكا، التي كانت تقاريرها عن مذبحة تلاتيلولكو عام 1968 وزلزال مكسيكو سيتي عام 1995 مهمة. بينما تخصصت المؤرخة فيرجينيا جويديا في تاريخ المكسيك في حقبة الاستقلال.
قُتل العديد من العاملين في قطاع الصحافة المكسيكية منذ ثمانينيات القرن العشرين، بمن فيهم عدد من النساء المكسيكيات. كانت نورما أليسيا مورينو فيغيروا في عام 1986 أول صحفية تُعرّف على أنها ضحية جريمة قتل في حرب المخدرات المكسيكية. قُتلت مراسلة إذاعة الجريمة دولوريس غوادالوب غارسيا إسكاميلا في عام 2005، وقُتلت يولاندا فيغيروا في حرب المخدرات مع زوجها الصحفي فرناندو بالديراس سانشيز وأطفالهما في عام 1996. وقد اختفت مراسلة ميتشواكان ماريا إستر أغيلار كانسيمبي في عام 2009. كما قُتلت المراسلة التلفزيونية السابقة في تيليفيزا ماريا إيزابيلا كورديرو، في تشيهواهوا في عام 2010. قُتلت مراسلة الجرائم يولاندا أورداز دي لا كروز في فيراكروز عام 2011، وكذلك كان مصير ماريسول ماسياس في نويفو لاريدو على يد عائلة لوس زيتاس في عام 2011 أيضًا.